# Plastingia
Plastingia is een geslacht van vlinders van de familie dikkopjes (Hesperiidae), uit de onderfamilie Hesperiinae.

## Soorten
- P. flavescens (Felder & Felder, 1867)
- P. mangola Evans, 1949
- P. naga De Nicéville, 1883
- P. pellonia Fruhstorfer, 1909
- P. tessellata (Hewitson, 1866)
- P. viburnia Semper, 1892